# تورین (جورجیا)
تورین، جرجیا (به انگلیسی: Turin, Georgia) یک منطقهٔ مسکونی در ایالات متحده آمریکا است که در جورجیا واقع شده‌است.

## خصوصیات
تورین ۳٫۳ کیلومترمربع مساحت و ۲۷۴ نفر جمعیت دارد و ۲۷۶ متر بالاتر از سطح دریا واقع شده‌است.